# ウィリアム・ドナルド・ハミルトン
ウィリアム・ドナルド・“ビル”・ハミルトン（William Donald "Bill" Hamilton, 1936年8月1日 - 2000年3月7日）は、イギリスの進化生物学者、理論生物学者。
血縁選択説と包括適応度を提唱し、ダーウィン以来の難問であった生物の利他的行動を進化の観点から理解する道を拓いた。近親交配性の狩りバチなどに見られる異常な性比を説明する局所的配偶競争や、進化ゲーム理論のさきがけとなる「打ち負かされない戦略」を提唱した。有性生殖の進化的意義の研究では、ルイス・キャロルの『鏡の国のアリス』にちなんだ赤の女王仮説への支持と論理の拡張を行った。性選択において、オスの美しさは寄生虫耐性を示すというパラサイト説を唱えた。また老化の進化的意義の研究や、群れは捕食圧によっても形成されるという「利己的な群れ説」を提唱した。晩年には紅葉の進化のハンディキャップ説、微生物による雲の生成説などを提唱した。進化生物学だけでなく生物学分野全般に大きな影響を与え、現代のダーウィンと呼ばれた。

## 生涯
エジプトのカイロで生まれる。父アーチボルド・ハミルトンはニュージーランド出身の工学者。母は医者。彼らの家族はイギリスのケント州に移住し、第二次世界大戦が激しくなるとエディンバラに疎開した。ケントでの住処はダーウィンが後半生を送ったダウンの村に近く、幼い頃に家族で訪れている。大叔母から昆虫の標本とアンリ・ファーブルの著書の翻訳版を貰ったことで昆虫採集に魅了された。9歳の誕生日に両親から送られた進化生態学者E.B.フォードの著書『蝶（Butterflies）』は、幼いハミルトンを自然選択、遺伝学、集団遺伝学の世界へ導き、昆虫採集を「単なるコレクション」と考えるようになった。12歳のときに、父親が第二次大戦中に作った手製の手榴弾で遊んでいて大けがを負い、一命は取り留めたものの右手の指を失った。14歳になるとダーウィンの『種の起源』を読み、ハチやアリなど社会性昆虫の生態が進化学の難問であることを知った。
トンブリッジ校を卒業した後、1957年にケンブリッジ大学に合格するが、同年から1959年まで兵役に就く。右手の障害のため海外に派兵されることはなく、工兵連隊の募兵担当官となった。この間に、無断で離隊し連れ戻されるという事件を起こしている。ケンブリッジ大学ではセント・ジョンズ・カレッジに在籍した。ハミルトンは大学の図書館でロナルド・フィッシャーの『自然選択の遺伝的理論』を読み、集団遺伝学に魅了された。しかし当時フィッシャーは統計学者であり生物学的な視点に欠けると見なされ、彼の著作も現在ほどの影響力を持っていなかった。正規の授業はハミルトンを満足させることはなく、そのためハミルトンは遺伝学教室で過ごす時間が増えていった。「利他的行動は個体にとっては不利だが種の利益になるから進化する」との説明に何の疑いももたれていなかったことに触れ、「みんなが群淘汰を信じ偽善に陥っている」と言ったと伝えられる。J・B・S・ホールデンやフィッシャーらもこの利他性の問題にわずかに取り組んでいたが、ハミルトンの助けにはならなかった。この頃妹のマリーに宛てて送った手紙で、「貧弱な数学の才能しかありませんが、理論生物学でやっていこうと考え始めました」と明かしている。卒業試験の直前には、フィッシャーの晩年の学生で後継者の一人であるA.W.F.エドワーズの元でフィッシャーの性比の理論を研究した。
1960年にケンブリッジを出た後、ロンドン・スクール・オブ・エコノミクス (LSE) の社会学人口統計学教室に在籍したが、遺伝学全体に疑惑の目が向けられていた時代にそこは彼の研究にふさわしい場所ではなかった。さらにユニヴァーシティ・カレッジ・ロンドン (UCL) のゴルトン遺伝学教室に在籍したが、そこでも行動の遺伝に関するハミルトンの研究は歓迎されなかった。「遺伝子」と「行動」を同じ文脈の中で使えば、ファシストと見なされる風潮があった。結局、LSEのノーマン・キャリアとジョン・ハイナルが彼のために奨学金を手配し、UCLでは遺伝学者セドリック・スミスの指導を受けたが、多くの時間を図書館と大学外で過ごした。
ハミルトンが1962年に書いた論文はJournal of Theoretical Biology (JTB) に投稿され、その後に要約がネイチャーに却下されたためアメリカン・ナチュラリスト誌に送られた。アメリカン・ナチュラリスト誌の要約は先に1963年に掲載されたが、JTB誌の全文は遅れ1964年になってから二分割で掲載された。これが血縁選択説と包括適応度を説明した二編の論文『社会行動の遺伝的進化 I・II』である。論文の査読者であったジョン・メイナード＝スミスが、これより先にネイチャーへの投稿でハミルトンの理論を血縁選択と名付けていた。
ハミルトンは理論がなかなか受け入れられなかったことで偏見が存在すると感じ、自信を失った。1964年からインペリアル・カレッジに講師として職を持ってはいたが、ブラジルをフィールドワークのためにたびたび訪れた。そこでポルトガル語を学び、サンパウロ大学の客員教授としてポルトガル語で講義を持つこともあった。その間の1969年にメイナード＝スミスを学外審査員として博士号を取得している。その後、1977年から1984年までアメリカのハーバード大学、ミシガン大学に進化生物学教授として在籍した。アメリカではイギリスよりも早くR.トリヴァースやR.アリグザンダー、E.O.ウィルソンらの働きによって血縁選択説の受容が始まっていた（と同時に、ハミルトンの着任に反対する座り込み運動にも出会った）。
ミシガン大学ではリチャード・アリグザンダーの元で研究を行った。またロバート・アクセルロッドと共同で進化ゲーム理論と利他行動の進化を研究を行った。1984年にオックスフォード大学の動物学の王立協会研究教授として、イギリスに帰国した。1988年に、ミシガン大学を拠点に進化心理学の中心的な学会となる「人間行動と進化学会」が発足すると初代会長に就任した。彼は当初この学会には批判的であったが、ランドルフ・ネシーらの説得で引き受けた。
HIVのポリオワクチン起源説を確かめるためにコンゴで実地調査を行っていた2000年2月にマラリアに罹り、6週間の治療のあと死去した。7月1日にオックスフォード近くのワイタムの森に埋葬され、ニュー・カレッジのチャペルでリチャード・ドーキンスにより（ハミルトンも無神論だったので）世俗式の追悼式が行われた。
ハミルトンは自身の埋葬について次のように述べていた。
1966年にクリスティーナ・フリースと結婚し、三人の娘ヘレン、ラス、ロィーナをもうけた。夫人とは1992年に別居した。1994年頃からイタリア人ジャーナリスト、マリア・ルイーザ・ボッツィと同居生活を送っていた。マリア・ルイーザはハミルトンの死後イタリアに戻り、2004年に死去した。

## 業績

### ハミルトンの法則
ハチやアリなど社会性昆虫の行動は、ダーウィンが、生き延びる女王を通して進化するのだろうと予測していた。しかし子を残さずに形質が子孫に受け継がれると説明するのは自然選択に明確に反すると考えられ、場当たり的な説明だと批判されていた。ホールデンやフィッシャーはこれの定式化に取り組んだが成功しなかった。ハミルトンはシューワル・ライトの血縁係数を用いることでこの問題を解決した。
{\displaystyle C<R\times B}
Cは利他行動の行為者のコスト（通常は適応度で計られる）、Rは血縁係数、Bは受益者の利益である。「利他行動のコストが、利益と受益者の血縁係数の積を下回るとき、利他行動は進化する」がハミルトンの法則である。ただしこの法則が厳密に成り立っているかはまだ立証されていない。これに行為者自身の適応度を加えたものが包括適応度と呼ばれる。
半倍数性の昆虫（たとえばミツバチ、スズメバチ）の場合、メスである働きバチは自分で血縁係数が0.5となる子を作るよりも、女王に血縁係数が0.75となる妹を作らせた方が、同じように世話をする場合に得られる遺伝的利益が大きい。これを3/4仮説という。また膜翅目のワーカー個体の存在から、無性的に増殖するアブラムシでも（単為生殖を行えば親子間の血縁度は1.0なので）同じような非繁殖カーストが見つかるだろうと予測したが、1977年に青木重幸によってボタンヅルワタムシの兵士カーストが発見された。
ハミルトンは後に血縁係数をジョージ・プライスの公式によって定義し直した。血縁係数は「個体群中のランダムに選んだ二個体が遺伝子を共有する確率よりも、利他行動の行為者と受益者が同じ遺伝子を共有する確率のほうがどれだけ高いと期待できるかをあらわす値」となった。血縁関係は包括適応度を高める相手を識別するためには重要であるが、利他行動の進化のために必要なものではなくなった。彼の1964年の論文は難解であったために査読者に理解できず、最後にメイナード＝スミスが担当した。メイナード＝スミスは重要性に気づいたが、この論文が誰にも読まれないだろうと考え、二編に分割するよう要求した。ハミルトンが書き直している間にメイナード＝スミスがネイチャーで言及したため、ハミルトンは手柄を横取りされたと不満を抱くことになった。

### 異常な性比
ハミルトンがブラジルで発見したイチジクコバチ（Blasophaga psenes）や寄生性の狩りバチでは性比がオス：メス＝1:10ほどにも偏っている。これは性比がおおむね1:1になる説明であるフィッシャーの原理を覆す。イチジクコバチはイチジクの中で孵化する。生まれたオスは後から生まれるメス（妹）たちと近親交配し、イチジクの中で生涯を終える。つまりイチジクコバチではフィッシャーの原理の前提である自由交配が成立していない。自由交配が成り立つ環境では子の性比を約1:1とする親が孫の数を最大化でき、そのような形質が進化するが、自由交配の行われない環境では自分の孫の数を最大化するためには「できる限り多くのメスと、そのメスを受精させられるだけの最低限のオス」を生んだ方がよい。ハミルトンはこれを局所的配偶競争と呼んだ。さらに重複寄生がおきる種では、一つの宿主に多くの母バチが産卵するほど自由交配にちかづく。そのため重複寄生が起きれば起きるほど、後から産卵する母バチの産卵性比は（先にどれだけ寄生が行われているか知ることができるなら）フィッシャー性比（1:1）に近づくと予想される。ハミルトンは母バチの数がnであるとき、次の産卵性比が安定であると考えた。
{\displaystyle (n-1)/2n}
nが増大するほど性比は1/2、つまり1:1に近づくはずである。これは後にキョウソヤドリコバチなどで確認された。
この論文では、性比の均衡理論に基づいて、進化ゲーム理論のさきがけである「打ち負かされない戦略」も提唱された。このアイディアはジョージ・プライスが一般化し、メイナード＝スミスが数学的に定式化した。これが進化的に安定な戦略（ESS）である。打ち負かされない戦略は常にESSである。ESSは打ち負かされない戦略であることを必要としない。ESSは打ち負かされない戦略と違い、大規模な侵略を想定していない。

### 赤の女王仮説
ハミルトンは有性生殖の利点としてあげられる適応速度や進化速度の上昇を（自分や近い将来の子孫の利益にならなければ、たとえ遠い将来に有利になれるとしてもその形質は進化しないのだから）種の利益論法だと考えていた。多くの生物が遺伝的多様性を保持しているのは、現在、何らかの強い淘汰圧を受けているからだと考えた。有性生殖における赤の女王仮説は伝染病や寄生虫などのパラサイトに対抗するために、遺伝子を毎世代組み換えること自体に利益があると言う説である。ハミルトンは一種の生物の遺伝子頻度だけではなく、複数の種（寄生者とホスト）の遺伝子頻度の変化を同時にシミュレートすることで赤の女王仮説が理論的に成り立つことを示した。彼は性を「寄生者に対抗するための、公正で自由な生化学技術の交換のための遺伝子同士のギルド」と喩えている。
また性の存在と、性選択の存在は密接に関連していると考えた。性の存在意義がパラサイト耐性であれば、それを指針として配偶者を選ぶような行動も進化するはずだと考え、特に鳥類などで見られるオスのきらびやかさは寄生虫耐性を示す指針であると主張した。

### そのほかの研究
ロバート・メイと共同研究を行い『利己的な群れの幾何学』と『安定した生息地からの分散』を発表した（1971,1977）。群れと分散の重要性を説く二つの論文は生態学に大きな影響を与えた。群れはそれまで考えられていたように仲間同士の協力を目的とせずとも、捕食者から逃れようとする個体ごとの利己行動によって自然に形作られると説明した。また分散についての研究で特筆すべき点は、たとえ分散個体にとって高い死亡リスクがあろうとも（死亡率が100%であっても）、居残って近親者を圧迫するよりは、少なくとも半分の子供は出生地から分散するのが進化的に安定な戦略であるという発見である。
1981年にはロバート・アクセルロッドとゲーム理論を用いた研究を行い『協力の進化』を発表した。
老化についての進化的な研究では、老化はそれ自体が適応であると論じた。若い頃に悪い作用をもたらす（たとえば若年性の癌など）遺伝子は個体の適応度を低下させるため自然選択によって取り除かれやすい。しかし繁殖年齢を過ぎた後に悪い作用をもたらす遺伝子は排除されることがない（繁殖が終了していればそれ以降の適応度はいずれにしろゼロなので）。また繁殖が終わった老年個体は生き続けて近親者と資源競争を行えば適応包括度を低下させる。そのため、青年期に適応度を増加させ、老年期に生存率を減少させるよう他面発現する遺伝子は蓄積されやすい。繁殖終了後にすみやかに死ぬことは適応的であると言うことができる。
1990年代半ばからガイア理論の提唱者J.ラブロックと意見の交換を行っている。1998,1999年にラブロックの同僚のティム・レントンらと雲の生成に関わる微生物の働きを研究した。これはガイア説を直接支持するものではないが、すくなくともラブロックの主張の一部は真剣に検討する価値があることを示した。しかしハミルトンはガイア説自体には賛同せず、両者の意見交換は平行線をたどり終わった。A.グラフェンは次のように述べている。「ハミルトンが（自身の名声によって）不当な科学的な無視から救おうとしたもう一つの有名な理論がラブロックのガイアである。彼は知性の形骸化を拒否し、どんな奇抜なアイディアにも常に心を広げておこうと決意していた。二編の論文には、常に理論的な批判を伴いながらも、共感の見解が含まれている。しかしガイアの場合には、彼の心の開放にもかかわらず、理論の転換をもたらすことができなかった」

## 思想

### 優生主義
ハミルトンは出産前の遺伝子検査と中絶を必要と考えていた。また帝王切開によって新生児と母胎をすくうことの長期的な影響を憂慮した。これらは元々はフィッシャーの『自然選択の遺伝的理論』の影響を受けている。10世代、100世代後の未来に、人類が高い医療水準を維持できなくなれば、未来の人々は厳しい淘汰圧にさらされることになる。短期的な利益だけを考えるのではなく、医学と進化学が共同の努力によって現代医療の長期的な影響について監視し続けるべきだと提案している。この考えは、元王立協会会長のハワード・フローリーや霊長類学者のシャーウッド・ウォッシュバーンほか、多くの人々の憤慨と反発を引き起こした。のちにどの形質が人類にとって重要かを見極めること、人道的な方法で政策を実行することは困難と考え、「自然淘汰は予測可能な将来においても支配力を維持し続けるだろう」と述べた。

## 受賞歴他
- 1975年 - ロンドン動物学協会シルバーメダル
- 1978年 - アメリカ芸術科学アカデミー外国人名誉会員
- 1980年 - 王立協会フェロー[7]
- 1981年 - ニューカム・クリーブランド賞
- 1988年 - ロンドン王立協会ダーウィン・メダル
- 1989年 - ロンドン・リンネ学会サイエンスメダル
- 1991年 - ロンドン動物学協会フリンク・メダル
- 1992年 - アルバート・ワンダー賞
- 1993年 - クラフォード賞、京都賞基礎科学部門
- 1996年 - フュッセン賞

## 著作

### 論文集
ハミルトンはフィッシャーに論文集にならって1994年から自身の論文集を編集していたが、一、二巻の編集が終わった後に死去した。第三巻はマーク・リドレーと彼の友人たちの手によって編集され、死後に出版された。ハミルトンは中国や日本の文化にも造詣が深かった。題名の『遺伝子の国の細道』は松尾芭蕉の『奥の細道』にちなんでいる。
- (1996) Narrow Roads of Gene Land vol. 1: Evolution of Social Behaviour Oxford University Press,Oxford. ISBN 0-7167-4530-5
- (2002) Narrow Roads of Gene Land vol. 2: Evolution of Sex Oxford University Press,Oxford. ISBN 0-19-850336-9
- (2005) Narrow roads of Gene Land, vol. 3: Last Words (with essays by coauthors, ed. M. Ridley). Oxford University Press, Oxford. ISBN 0-19-856690-5

### 重要な論文
- (1964). The genetical evolution of social behaviour I and II. — Journal of Theoretical Biology 7: 1-16 and 17-52. pubmed I pubmed II
- (1967). Extraordinary sex ratios. サイエンス 156: 477-488. pubmed JSTOR
- (1971). Geometry for the selfish herd. Journal of Theoretical Biology. 31: 295-311.
- (1975). Innate social aptitudes of man: an approach from evolutionary genetics. - ウェイバックマシン（2003年5月26日アーカイブ分） in R. Fox (ed.), Biosocial Anthropology, Malaby Press, London, 133-53.
- Axelrod, R. との共著 (1981) The evolution of co-operation サイエンス 211: 1390-6 Pubmed, JSTOR
- M. Zuk との共著 (1982) Heritable true fitness and bright birds: a role for parasites? サイエンス 218: 384-387.

## 関連事項
- 包括適応度
- 局所的配偶競争（Local mate competition、略称:LMC）‐ 性配分（英語版）に説明あり。
- ハミルトン嫌がらせ（英語版）

## 外部サイト
- アラン・グラフェンによる回想録 ‘Willam Donald Hamilton’. Biographical Memoirs of Fellows of the Royal Society
- リチャード・ドーキンスによる追悼文 The Independent - 10 March 2000